# Андроникашвили, Кира Георгиевна
Ки́ра Гео́ргиевна Андроникашви́ли (груз. კირა გიორგის ასული ანდრონიკაშვილი, Андроникашвили-Пильняк; 16 июня 1908, Тифлис — 24 февраля 1960, Тбилиси, Грузинская ССР, СССР) — советская актриса и режиссёр кино. Заслуженная артистка Грузинской ССР (1959). Княжна.

## Биография
Происходила из княжеского рода Андрониковых. В кинематограф пришла по следам старшей сестры Нато, попавшей в кино случайно.
В 1923—1928 годах была актрисой Госкинпрома Грузии, в 1929—1931 годах — актрисой и помощником режиссёра киностудии «Востокфильм».
В 1936 году окончила режиссёрский факультет ВГИКа (мастерская Сергея Эйзенштейна).
Была ассистентом режиссёра («Союздетфильм») и режиссёром дубляжа («Грузия-фильм»).
В 1937 году, вслед за своим мужем Борисом Пильняком, была репрессирована. Незадолго до ареста она успела вывезти трёхлетнего сына Бориса в Грузию, где он 7 лет жил в семье своей тетки Наты Вачнадзе.
16 мая 1938 года приговорена как ЧСИР (член семьи изменника Родины) к 8 годам лагерей. 12 июня 1938 года из Бутырской тюрьмы Москвы этапирована в Акмолинский лагерь жён изменников Родины (АЛЖИР), где пробыла до 1 мая 1940 года, когда была «отправлена в Москву в распоряжение НКВД». Реабилитирована в 1956 году.

## Семья
- Родители:
  - Отец — Георгий Александрович Андроников (1875—1911), князь, гусарский полковник.
  - Мать — Екатерина Семёновна Сливицкая (1877—1947).
- Сестра — Нато Вачнадзе (урожденная Андроникашвили)(1904—1953), советская грузинская актриса.
- Муж — Борис Пильняк (псевдоним Бориса Андреевича Вогау; 1894—1938), советский писатель.
- Сын — Борис Борисович Андроникашвили (при рождении Пильняк, 1934—1996), советский писатель, актёр, сценарист.
- Племянники:
  - Эльдар Николаевич Шенгелая (род. 1933), советский и грузинский кинорежиссёр. Сын Нато Вачнадзе.
  - Георгий Николаевич Шенгелая (род. 1937), советский и грузинский кинорежиссёр. Сын Нато Вачнадзе.
  - Кира Андроникашвили (р. 1945), советская актриса.

## Фильмография

### Актриса
- 1924 — Буревестники — Катине
- 1926 — Нателла
- 1928 — Элисо — Элисо
- 1930 — Земля жаждет — Джамал
- 1932 — Пустыня
- 1941 — В чёрных горах (короткометражный) — жена Стефана
- 1943 — Он ещё вернётся — мать
- 1945 — Строптивые соседи
- 1958 — Маяковский начинался так… — дама
- 1959 — Зуб акулы — мать Али